# 浩景臺

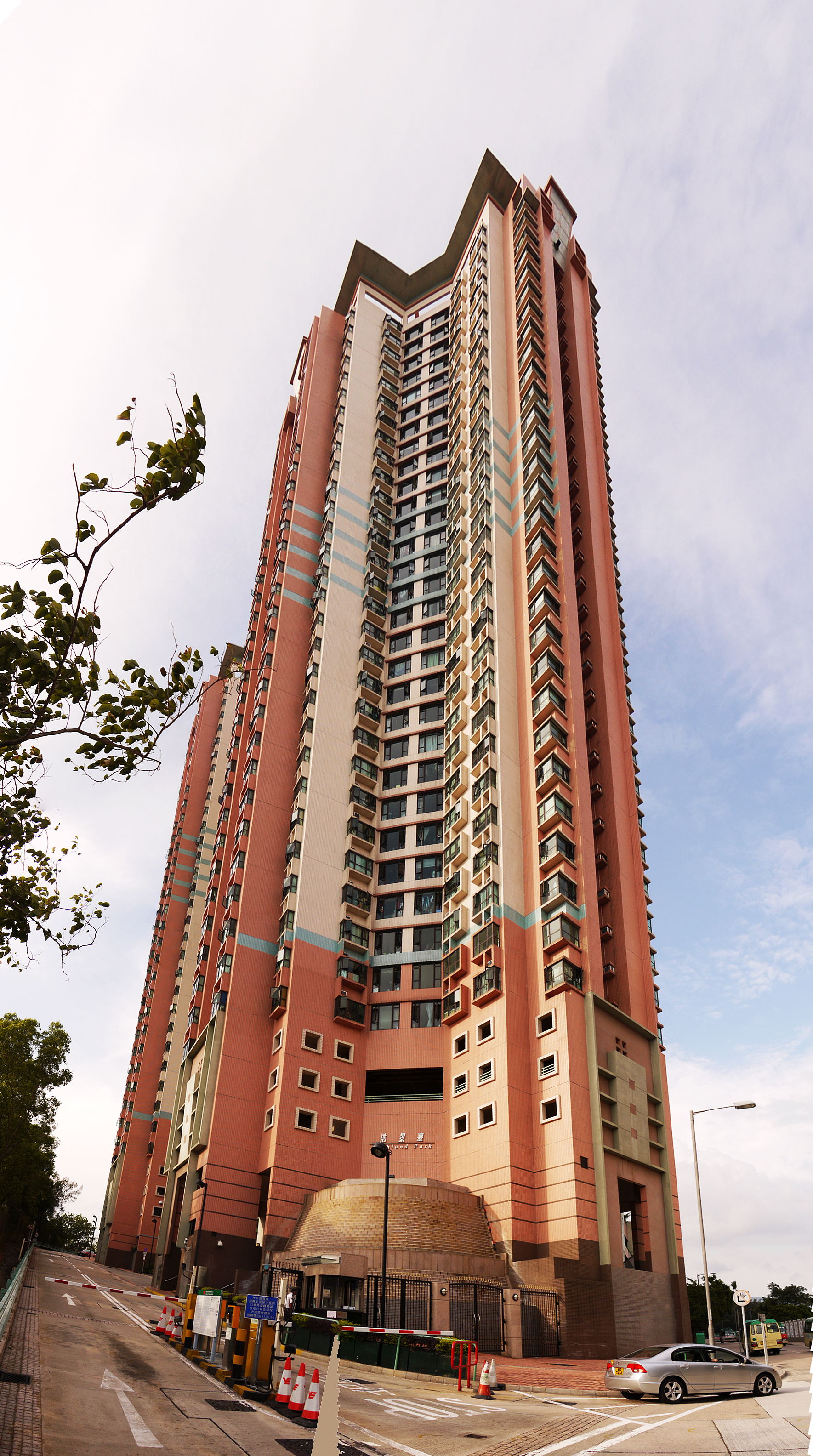
浩景臺正門入口

浩景臺（英語：Highland Park）是由香港房屋協會發展的「夾心階層計劃」屋苑，位於香港新界荔崗街11號（葵涌市地段458號），它位於荔景山山頂的高原之上，前身是荔景臨時房屋區。屋苑在1999年落成，位於荔景半山區，佔地18,900平方米，建築面積94,358平方米，共1,456個單位，每單位建築面積由593至820平方呎不等。單位可遠眺維多利亞港、九龍半島及青衣島景致，而第3及4座東北面部分極高層單位更可眺望沙田、吐露港至八仙嶺。
屋苑由呂元祥建築師事務所設計，並由協興建築承建，共有2幢29層高、呈鑽石型及4幢31層高、呈長方形住宅大樓呈彎曲帶狀，沿著荔峰街排列而成，部份高層單位設平台或露台。大廈所圍繞的空間則設置園林平台。住客會所設於第5及6座地下，並設有日光曬台和室外泳池，是唯一具備泳池的夾屋屋苑。
在節約能源上，建築師分析過太陽軌跡，給向西的空間配上1.2米深的擋陽板，能減低熱能吸收。每伙均設有對流窗，由大廈到車場都用了對流設計，以減少局促及空調運作。平台花園的座向可以享受夏季的東南風，而第3至6座的通氣光井更可從平台引入東南風來加強公共走廊的對流。

## 設施[3]
- 會所
- 閲書館
- 自修室
- 緩跑徑
- 鋼琴室
- 遊樂場
- 桌球室
- 舞蹈室
- 健身室
- 游泳池
- 單車徑
- 康樂徑
- 籃球場
- 兒童遊戲室
- 乒乓球室